# مسابقات فرمول یک فصل ۱۹۵۳
مسابقات فرمول یک فصل ۱۹۵۳ در سال ۱۹۵۳ میلادی برگزار شد. در این مسابقات آلبرتو آسکاری (به انگلیسی: Alberto Ascari) از تیم اسکودریا فراری و با خودروی فراری به قهرمانی رسید وی که در آغاز مسابقه در خط ۶ قرار داشت، بهترین زمان خود را در دور ۴ به دست آورد و در مجموع صاحب ۳۴٫۵ امتیاز شد.